# 馬克·德賴弗斯

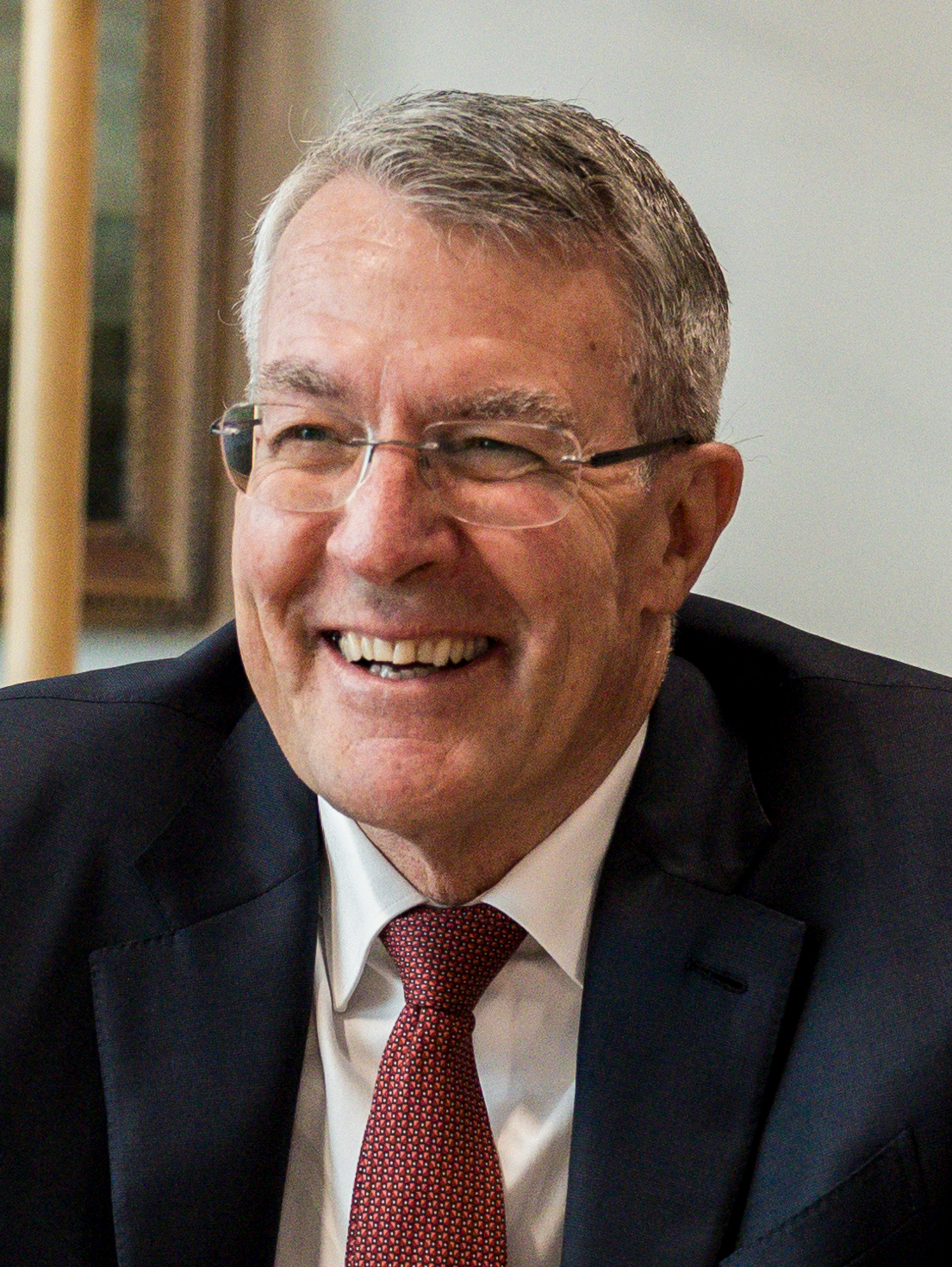
2025

马克·阿尔弗雷德·德赖弗斯（英語：Mark Alfred Dreyfus；1956年10月3日—）是一位澳洲律师及政治人物，他的黨籍是澳洲工黨，兩度任澳大利亚律政部长。自2007年開始，他是伊薩克斯選區選出的澳大利亞眾議院的議員。

## 生平
德赖弗斯畢業於墨爾本大學，有超过20年担任讼务律师的经验，1999年获封御用大律师。德赖弗斯2006年开始从政，2007年当选联邦众议员。2013年2月入内阁担任律政部长及紧急事件处理部长，6月再加上特别国务部长和公务员队伍及诚信部长职务。2013年在国际法庭的《南极捕鲸（澳大利亚诉日本；新西兰介入）》案中作为澳大利亚方的律师出庭。2013年9月澳大利亚联邦大选，工党政府失利后德雷富斯的部长任期结束。2013年至今在工党作为反对党的影子内阁中任影子律政部长及国家安全部长。2022年再任律政部長。